# آثار الحرب الفلسطينية الإسرائيلية 2023 على المرأة
أثرت الحرب الفلسطينية الإسرائيلية التي بدأت في 7 أكتوبر/تشرين الأول 2023 كثيرًا على النساء، بحيث اتسم الصراع بالعنف الشديد ضد المرأة، بما في ذلك العنف الجسدي والنفسي وحتى الجنسي. منذ بداية الحرب قُتلت آلاف النساء في الغارات الإسرائيلية، في قطاع غزة. وفقًا لتقرير صادر عن هيئة الأمم المتحدة حول أوضاع النساء والأطفال في غزة، كانت 70% من الضحايا هم من النساء والأطفال. بحيث قُتل حوالي 16,000 امرأة وطفل مُنذ بداية الحرب وحتى الآن. ممّا يسلط الضوء على المعاناة غير المتناسبة التي تعاني منها هذه المجموعات. أبلغت وكالات الأمم المتحدة عن حدوث اضطرابات شديدة في خدمات صحة الأمهات والأطفال حديثي الولادة بسبب القصف والأضرار التي لحقت بالبنية التحتية. بالإضافة إلى ذلك، وصفت المقررة الخاصة للأمم المتحدة المعنية بالعنف ضد المرأة الوضع بأنه اعتداء على كرامة المرأة الفلسطينية وحقوقها. وتواجه أكثر من 50,000 امرأة حامل في غزة عدم إمكانية الحصول على المياه النظيفة والغذاء، إلى جانب محدودية الوصول إلى الإمدادات الطبية والعيادات، مما يؤدي إلى زيادة معدل وفيات الرضع وانتشار الأمراض.
كانت هناك ادّعاءات ارتكاب المقاومة عنفًا جنسيًا خلال عمليّة طوفان الأقصى في 7 أكتوبر/تشرين الأول 2023، مزاعم تفيد بأن حركة حماس استخدمت أساليب التعذيب الشديد، بما في ذلك العنف والعنف الجنسي ضد النساء والأطفال الإسرائيليين. وكانت حركة حماس قد ردت على التقارير التي تتهم أفرادها بارتكاب عنف جنسي خلال عملية 7 أكتوبر، بأنها أكاذيب وادعاءات لا أساس لها من الصحة وهدفها شيطنة المقاومة الفلسطينية.

## العنف ضد المرأة
حتى منتصف تشرين الثاني/نوفمبر، كان 70% من الضحايا الفلسطينيين البالغ عددهم 24 ألف و927، الذين أبلغت وزارة الصحة في غزة عن مقتلهم منذ بداية الحرب، من النساء والأطفال. بحيث تُقتل اثنتين من الأمهات كل ساعة وسبع نساء كل ساعتين في غزة. نزح 451.490 من النساء والفتيات من منازلهم، ما ل يقل عن 3.000 متزوجة أصبحن أرامل وربات عائلات جدد. بوفقاً لبيان مُشترك صادر عن اليونيسيف ومنظمة الصحة العالمية وصندوق الأمم المتحدة للسكان ووكالة الأمم المتحدة لإغاثة وتشغيل اللاجئين الفلسطينيين في الشرق الأدنى (الأونروا)، تحمَّلت النساء في غزة، إلى جانب الأطفال والمواليد الجدد، قدرًا غير مُتناسب من المعاناة خلال الحرب، حيث قلن إن "عمليات القصف، والمرافق الصحية المتضررة أو المتعطِّلة، والإرتفاع الهائلة للنزوح، وانهيار إمدادات المياه والكهرباء، فضلاً عن تقييد الحصول على الغذاء والأدوية، كلها عوامل تعطل بشدة الخدمات الصحية للأمهات والمواليد الجدد والأطفال". قالت المقررة الخاصة للأمم المتحدة المعنية بالعنف ضد المرأة إنه "منذ 7 تشرين الأول/أكتوبر، اتخذ الاعتداء على كرامة المرأة الفلسطينية وحقوقها أبعادًا جديدة ومخيفة، حيث أصبح الآلاف ضحايا لجرائم الحرب والجرائم ضد الإنسانية وإبادة جماعية آخذة في التبلور".

### التهديد بالاغتصاب والعنف الجنسي
في 14 كانون الأول/ديسمبر 2023، ذكر فريق من خبراء الأمم المتحدة أن النساء والفتيات في الضفة الغربية والقدس الشرقية المحتلة يواجهن "خطراً دائماً يتمثل في عنف المستوطنين". ولاحظ الخبراء أن النساء الفلسطينيات في الضفة الغربية المحتلة "يواجهن زيادة في التمييز والتحرش والاعتداء الجنسي والاعتداءات من جانب السلطات الإسرائيلية والمستوطنين الإسرائيليين" منذ 7 تشرين الأول/أكتوبر. كما تتصاعد مخاوف من ارتكاب الاحتلال الإسرائيلي جرائم حرب جديدة في غزة، قد تتضمن اعتداءات جنسية، في ظل التحشيد الإعلامي الإسرائيلي للترويج بارتكاب الفلسطينيين انتهاكات من هذا النوع في هجوم 7 أكتوبر.
كما هناك خطر زيادة تعرض النساء والفتيات في مناطق النزاع المسلح للعنف القائم على نوع الجنس، بما في ذلك الاعتداء الجنسي. ويزيد من هذه المخاطر اكتظاظ المرافق التي تستخدم كملاجئ ووجود حمامات محدودة جدًا. ينام النساء والرجال الذين يحتمون بمرافق الأمم المتحدة في جنوب غزة في أقسام مختلفة في محاولة لتخفيف بعض هذه المخاطر.

### رعاية الأمومة
تشير تقديرات الأمم المتحدة إلى أن هناك نحو 000 50 امرأة حامل في غزة، وأكثر من 160 امرأة تلد كل يوم. ومن بين سكان غزة البالغ عددهم 1.1 مليون نسمة الذين أُجبروا على النزوح من شمال غزة عقب أمر إجلاء إسرائيلي، يقدر أن 000 19 امرأة حامل، مع حالات الإجهاض والولادة المبكرة بسبب الإجهاد والصدمات. وتعاني نساء كثيرات في الملاجئ من عدم كفاية فرص الحصول على الغذاء والمياه النظيفة، ويخشين الولادة دون مساعدة طبيب أو قابلة. ومع توقف أكثر من ثلثي المستشفيات وعيادات الرعاية الأولية في الإقليم عن العمل، وتوقف إنتاج المياه المعالجة في غزة بنسبة 5 في المائة من مستوياتها العادية، تواجه النساء الحوامل في غزة عدم إمكانية الحصول على الرعاية الطبية والتغذية، كما أنهن يخضعن لعمليات قيصرية بدون مسكنات للألم أو التخدير. وحذرت منظمة رصد حقوق الإنسان، مشيرة إلى الافتقار إلى الرعاية السابقة للولادة وإلى إمكانية الوصول إلى المرافق الطبية العاملة، من أن النزاع سيؤدي إلى زيادة وفيات الأمهات والرضع على حد سواء. وقد زادت حالات الإجهاض في خان يونس، في الجزء الجنوبي من القطاع، التي أُمر فيها المدنيون بالإخلاء، بنسبة 20 في المئة.
وخلص تحليل أجرته الأونروا إلى أن انعدام الأمن الغذائي يزيد من تعرض المرضعات والحوامل لخطر انخفاض وظائف المناعة، مما يؤدي إلى ارتفاع معدلات الأمراض المتصلة بالتغذية مثل فقر الدم، وتسمم الحمل، والنزيف، إلى جانب أمراض سوء التغذية النفاسية الأخرى، مما يؤدي بدوره إلى ارتفاع معدلات وفيات الأمهات والرضع. وذكر صندوق الأمم المتحدة للسكان أن هذه الظروف تؤثر على 000 45 امرأة حامل و 000 68 امرأة مرضعة.

### النظافة أثناء الدورة الشهرية
يُوجد في غزة أكثر من 690,000 امرأة وفتاة مراهقة في سن الحيض يعانين من نقص منتجات النظافة الصحية أثناء الدورة الشهرية، بالإضافة إلى صعوبة الحصول على المياه النظيفة والمراحيض والخصوصية. بالنظر إلى الافتقار إلى المياه النظيفة وإلى إمكانية الحصول على منتجات النظافة الصحية المتعلقة بالدورة الشهرية، أفادت التقارير بأن العديد من النساء في غزة يتناولن نوريثيستيرون لتأخير فترات الحيض. وأفادت منظمة رصد حقوق الإنسان بأنه بالنظر إلى الافتقار إلى إمدادات المياه النظيفة اللازمة للنظافة الصحية أثناء الدورة الشهرية، فإن النساء يواجهن مخاطر متزايدة للإصابة بالتهاب الكبد ب.

### الاحتجاز الجماعي
```
تعرضت النساء الفلسطينيات في غزة لاعتقال جماعي على أيدي الجنود الإسرائيليين.
[
16
]
 ووفقًا 
لمنظمة المرصد الأورومتوسطي لحقوق الإنسان
 اعتقلت إسرائيل ما لا يقل عن 200 امرأة وطفل في غزة منذ اندلاع الحرب، من بينهن نساء حوامل.
[
17
]
 وأفيد بأن بعض النساء احتجزن مع أطفالهن.
[
17
]
  كما أبرز المرصد أن جميع المعتقلات بما فيهم مسنين وقاصرات يخضعن لظروف اعتقال ومعاملة حاطة بالكرامة، إضافة إلى إجبارهن على خلع الحجاب والتحرش ببعضهن.
[
17
]
[
18
]
```